# Bilderbergconferentie 1994

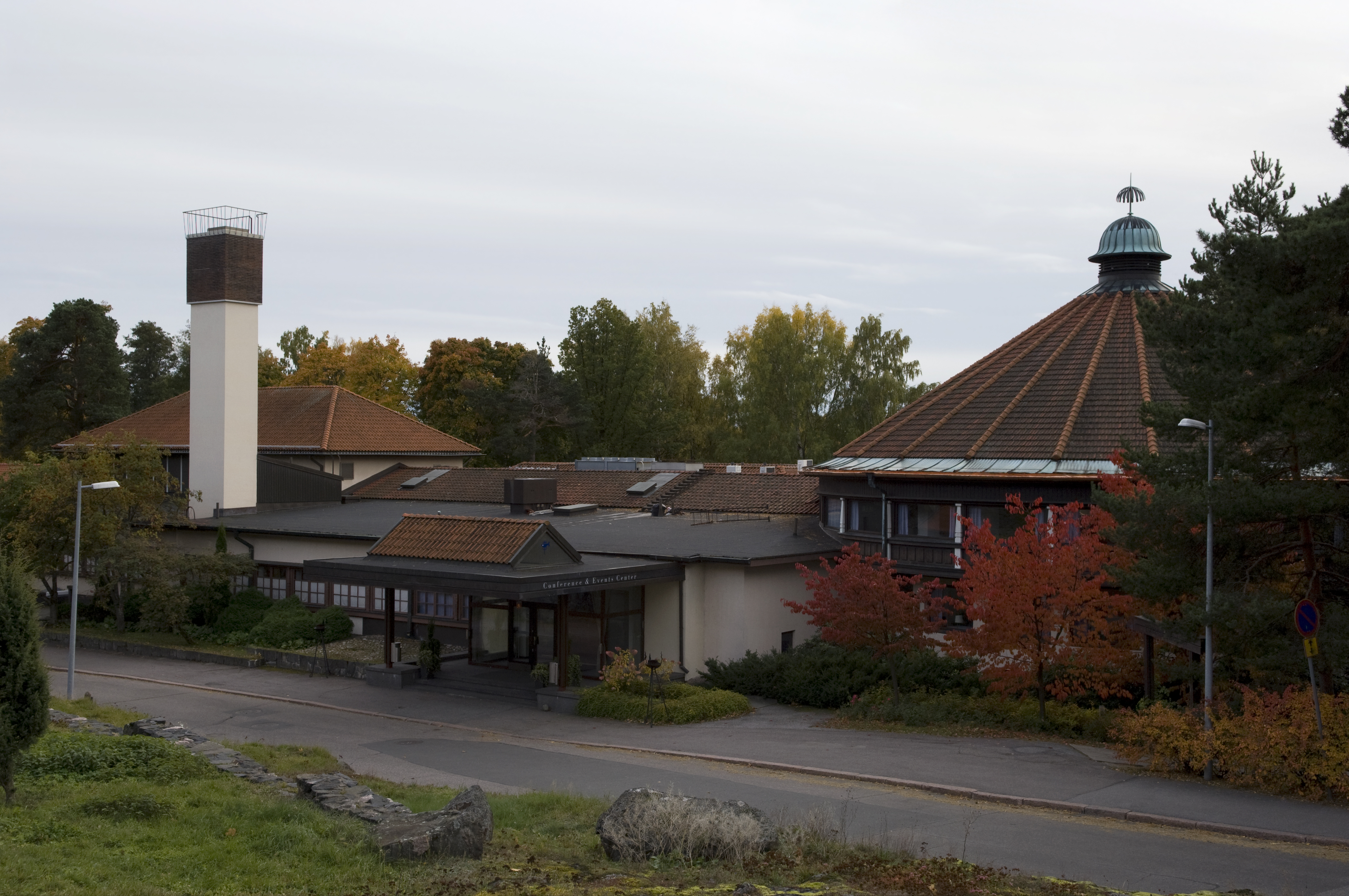
Het Kalastajatorppa hotel

De Bilderbergconferentie van 1994 werd gehouden van 2 t/m 5 juni 1994 in het Kalastajatorppa hotel in Helsinki, Finland. Vermeld zijn de officiële agenda indien bekend, alsmede namen van deelnemers indien bekend. Achter de naam van de opgenomen deelnemers staat de hoofdfunctie die ze op het moment van uitnodiging uitoefenden.

## Agenda
- Redefinition of the Atlantic relationship in a time of change (Herformulering van de Atlantische samenwerking in een tijd van veranderingen)
- The changing face and perspective of America (Het veranderend aangezicht en perspectief van Amerika)
- Europe - Cohesion or Confusion? (Europa - samenhang of verwarring?)
- Economic instability ahead (Economische instabiliteit op komst)
- Jobs, where are they and how will the West create them? (Banen, waar zijn ze en hoe wil het Westen ze creëren?)
- The political changes of Islamic Fundamentalism (De politieke veranderingen van het Islamitisch fundamentalisme)
- Russia - How will its internal evolution affect its external behavior? (Rusland - Hoe zal de interne evolutie haar externe gedrag beïnvloeden?)
- GATT: Risk ahead (GATT: risico's op komst)
- Current events: North Korea (Actuele zaken: Noord-Korea)
- China - The consequences of convulsion or stability (China - de consequenties van beroering, of stabiliteit)

## Deelnemers
- Nederland - Koningin Beatrix, staatshoofd der Nederlanden
- Nederland - Ernst van der Beugel, Nederlands emeritus hoogleraar Internationale Betrekkingen RU Leiden
- Nederland - Cor Herkströter, bestuursvoorzitter Kon. Shell

1954 ·
1955 (1) ·
1955 (2) ·
1956 ·
1957 (1) ·
1957 (2) ·
1958 ·
1959 ·
1960 ·
1961 ·
1962 ·
1963 ·
1964 ·
1965 ·
1966 ·
1967 ·
1968 ·
1969 ·
1970 ·
1971 ·
1972 ·
1973 ·
1974 ·
1975 ·
(1976) ·
1977 ·
1978 ·
1979 ·
1980 ·
1981 ·
1982 ·
1983 ·
1984 ·
1985 ·
1986 ·
1987 ·
1988 ·
1989 ·
1990 ·
1991 ·
1992 ·
1993 ·
1994 ·
1995 ·
1996 ·
1997 ·
1998 ·
1999 ·
2000 ·
2001 ·
2002 ·
2003 ·
2004 ·
2005 ·
2006 ·
2007 ·
2008 ·
2009 ·
2010 ·
2011 ·
2012 ·
2013 ·
2014 ·
2015 ·
2016 ·
2017 ·
2018 ·
2019 ·
2020 ·
2021 ·
2022 ·
2023